# الإمارات في الألعاب البارالمبية الصيفية 2004
شاركت دولة الإمارات العربية المتحدة في دورة الألعاب البارالمبية الصيفية 2004 في أثينا، اليونان وضم الفريق 10 رياضيين. حصل المتسابقون على 4 ميداليات، منها 1 ذهبية و1 فضية و2 برونزية ليحتلوا المركز 51 في جدول الميداليات.

## الحائزين على الميداليات
| ميدالية | اسم                | رياضة       | حدث                   |
| ------- | ------------------ | ----------- | --------------------- |
| ذهبية   | محمد خميس خلف      | رفع الاثقال | رجال 82.5 كجم         |
| فضية    | منى عبدالله سليمان | ألعاب القوى | رمي الجلة رجال F32    |
| برونزية | علي الانصاري       | ألعاب القوى | 400 م رجال T37        |
| برونزية | محمد بن دباس       | ألعاب القوى | رمي القرص رجال F33/34 |

## رياضات

### ألعاب القوى

#### مسار الرجال
| رياضي             | التصنيف | حدث     | الدور الأول | الدور الأول | قبل النهائي | قبل النهائي | النهائي  | النهائي  |
| رياضي             | التصنيف | حدث     | النتيجة     | الترتيب     | النتيجة     | الترتيب     | النتيجة  | الترتيب  |
| ----------------- | ------- | ------- | ----------- | ----------- | ----------- | ----------- | -------- | -------- |
| إياد الأحبابي     | T53     | 100 متر | 8 q         | 15.91       | -           | -           | 16.11    | 8        |
| جاسم النقبي       | T54     | 100 متر | 17          | 15.18       | لم يتأهل    | لم يتأهل    | لم يتأهل | لم يتأهل |
| جاسم النقبي       | T54     | 200 متر | 22          | 27.86       | لم يتأهل    | لم يتأهل    | لم يتأهل | لم يتأهل |
| أحمد حسن          | T36     | 100 متر | 4 Q         | 12.76       | -           | -           | 12.79    | 5        |
| أحمد حسن          | T36     | 200 متر | -           | -           | -           | -           | 26.62    | 8        |
| أحمد حسن          | T36     | 400 متر | 7 q         | 1:02.21     | -           | -           | 1:01.56  | 7        |
| علي قنبر الأنصاري | T37     | 100 متر | q 6         | 12.58       | -           | -           | 12.63    | 6        |
| علي قنبر الأنصاري | T37     | 200 متر | q5          | 25.74       | -           | -           | 25.14    | 4        |
| علي قنبر الأنصاري | T37     | 400 متر | -           | -           | -           | -           | 55.53    | الثالث   |

#### مجال الرجال
| رياضي              | التصنيف | حدث       | النهائي | النهائي | النهائي |
| رياضي              | التصنيف | حدث       | نتيجة   | نقاط    | الترتيب |
| ------------------ | ------- | --------- | ------- | ------- | ------- |
| منى عبدالله سليمان | F32     | وضع النار | 7.18    | -       | الثاني  |
| حميد المازم        | F52-53  | الرمح     | 16.23   | 1016    | 5       |
| حميد المازم        | F54     | رمي القرص | 23.10   | -       | 7       |
| محمد بن دباس       | F33-34  | رمي القرص | 35.81   | 868     | الثالث  |
| جمعة سالم حسن علي  | F33-34  | رمي القرص | 17.00   | 873     | 8       |
| جمعة سالم حسن علي  | F33-34  | وضع النار | 5.36    | 536     | 12      |
| خميس مسعود عبدالله | F33-34  | وضع النار | 9.80    | 927     | 7       |

### رفع الاثقال
| رياضي         | حدث      | نتيجة | الترتيب |
| ------------- | -------- | ----- | ------- |
| محمد خميس خلف | 82.5 كجم | 217.5 | الأول   |